# Eurypteryx bhaga
Eurypteryx bhaga är en fjärilsart som beskrevs av Moore 1865. Eurypteryx bhaga ingår i släktet Eurypteryx och familjen svärmare. Inga underarter finns listade i Catalogue of Life.

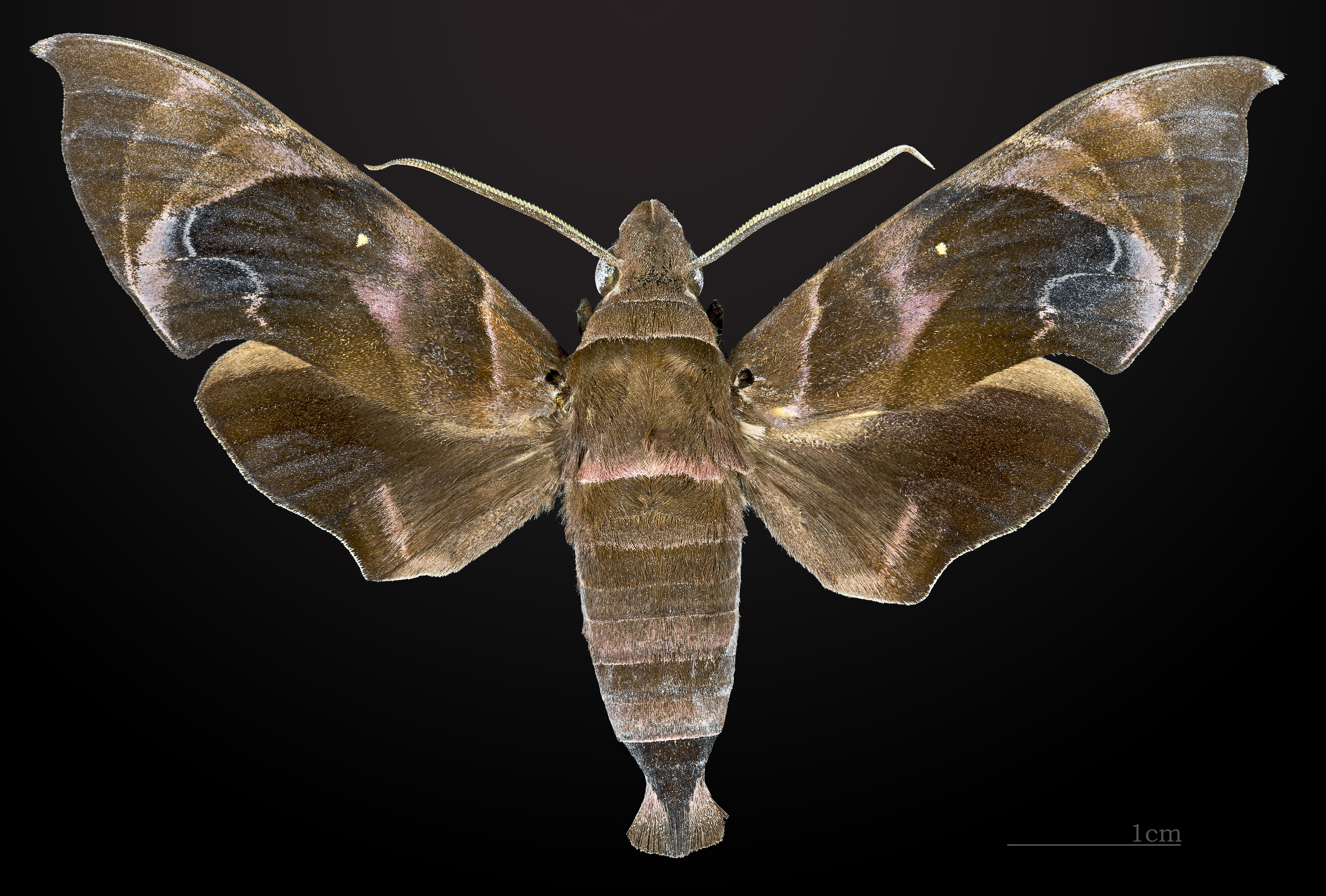
♂
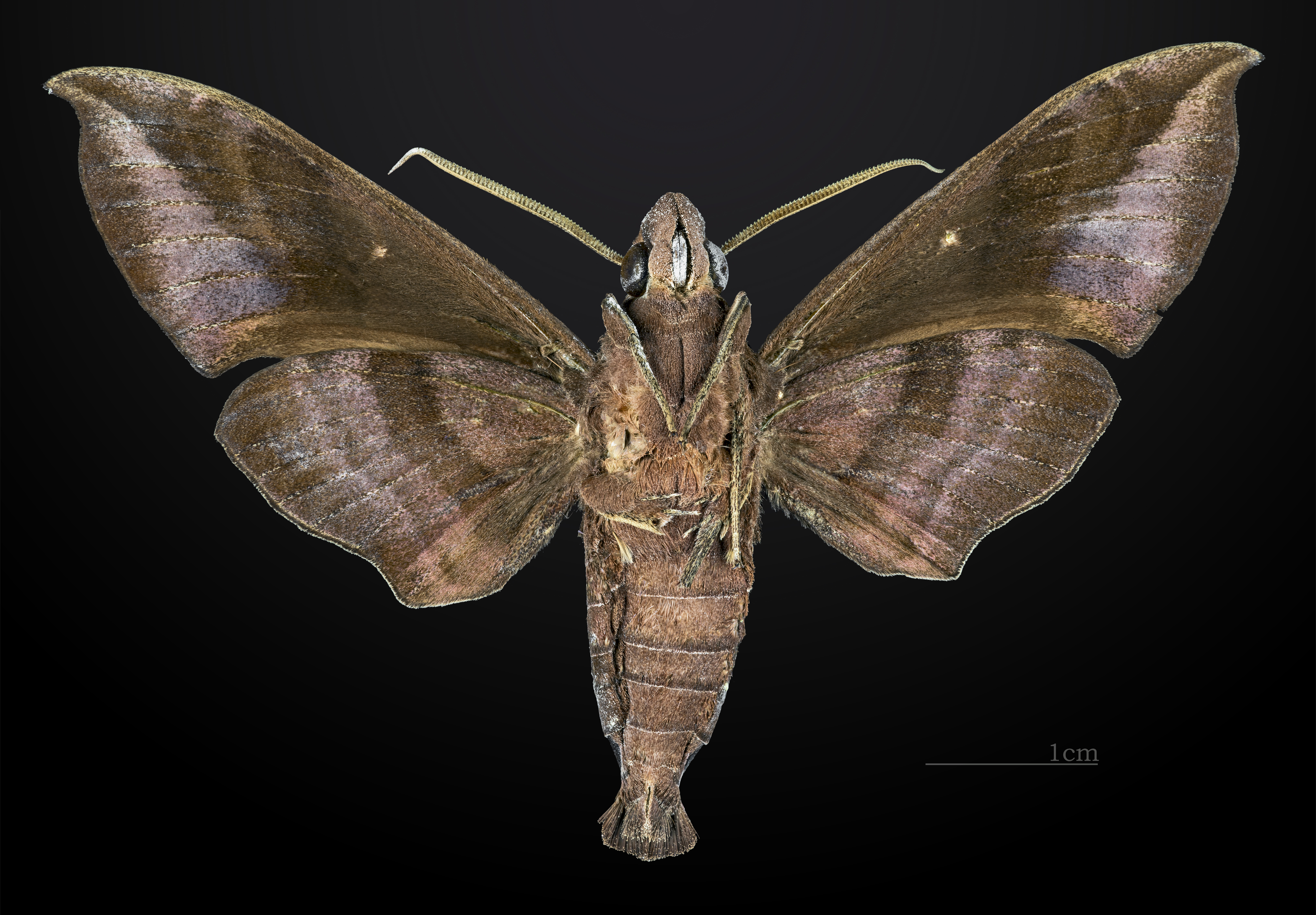
♂ △
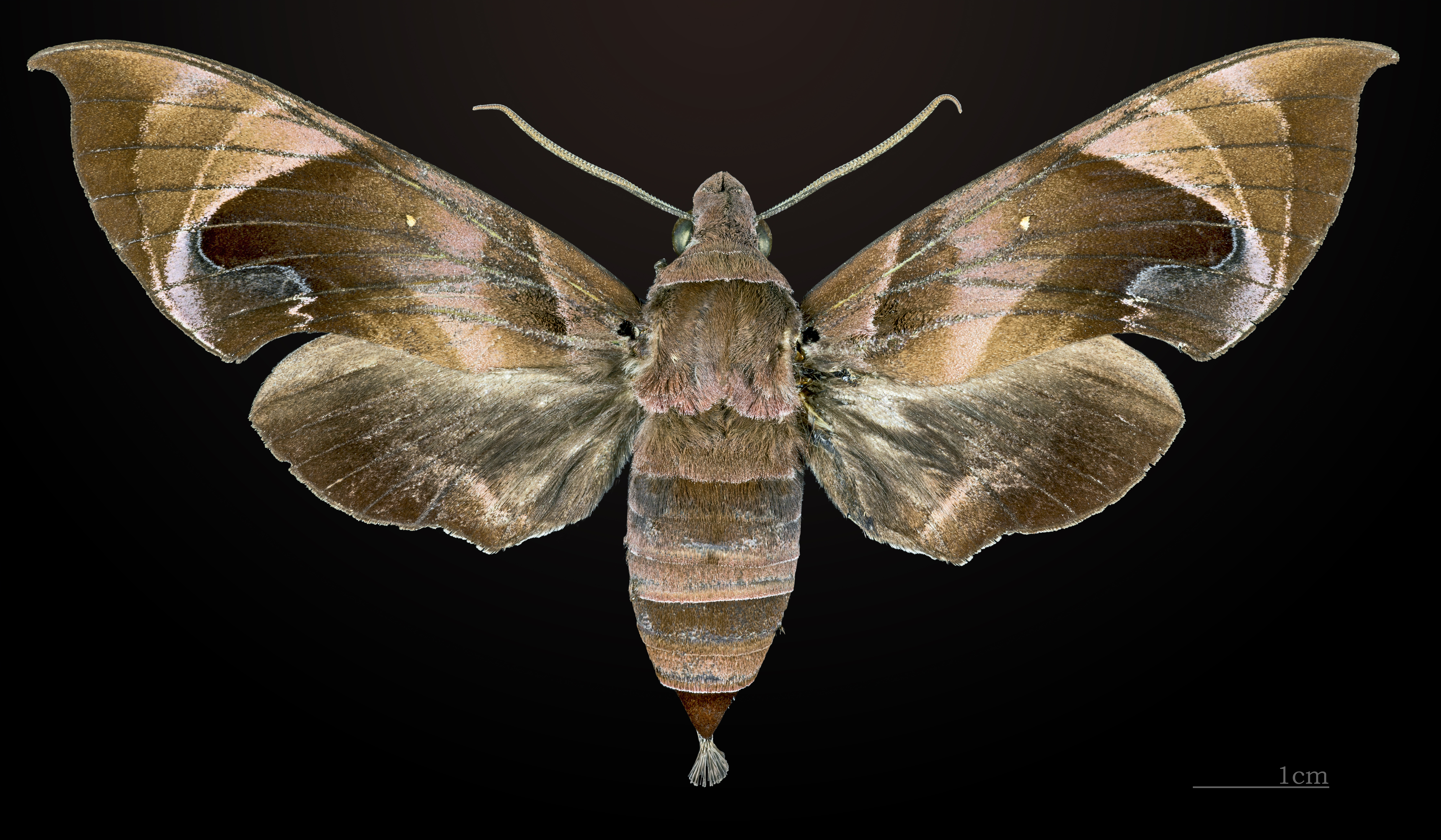
♀
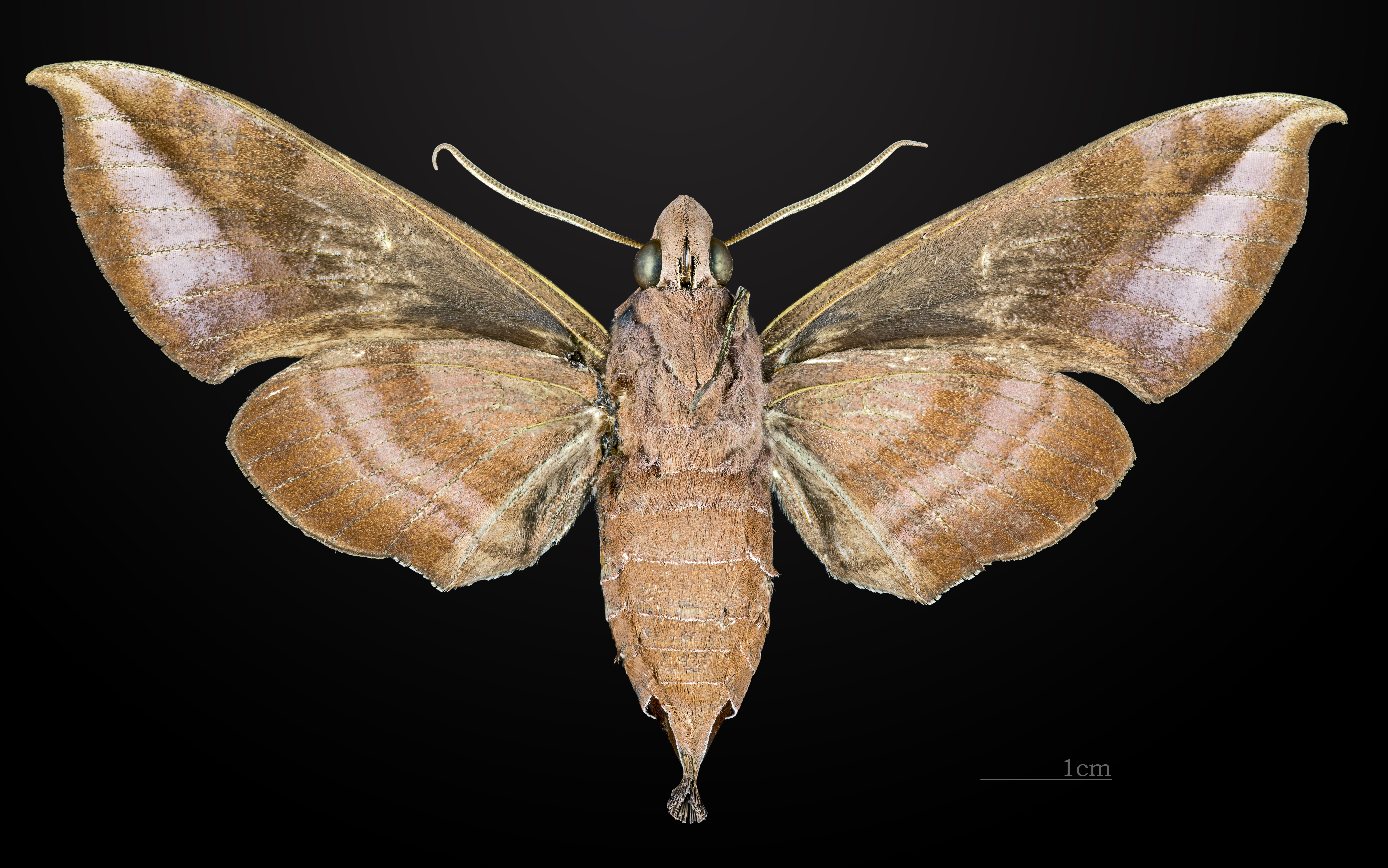
♀ △